# 沖縄未公開株詐欺事件
沖縄未公開株詐欺事件（おきなわみこうかいかぶさぎじけん）は、2002年ごろに沖縄県で起きた、未公開株売買の適法性が問われた日本の事件。「上場すれば必ず株価が上昇する」という宣伝によって売却した株式の企業が実際には上場せずに損害を発生させたことについて、刑事訴訟と民事訴訟で異なる判断が示された。また刑事訴訟は検察審査会法改正により定められた強制起訴で初めて判決が下された事例となった。

## 概要
2002年ごろに沖縄で国際金融コンサルタントで香港の投資顧問会社社長のXが様々な人間に「日本国内の製造会社の未公開株が近く上場する。上場すれば3 - 5倍の価値に値上がりする。」等と持ち掛けて同株を販売した。Xは経済専門誌に「香港トップアナリスト」として紹介され、連鎖販売取引の成功体験を語った自著を出版する等して「ビジネスの成功者」として沖縄で知られた人物であった。
Xは約30人から約3億円を受け取ったが、この製造会社は上場されなかったため、Xに金を払った者は損害を被ることになった。なおXは株の購入者らに株券を渡すことはせず、通し番号が振られた株の預かり証を渡しており、株主総会の開催や配当の通知はなかったという。
株の購入者が刑事告訴をおこなったことで、沖縄県警捜査二課や与那原警察署が捜査をし、Xは2002年4月8日に大学職員の男性から1200万円を詐取した詐欺罪容疑で2010年3月21日に逮捕された。詐欺罪の公訴時効は7年であり、株購入者からの刑事告訴は2009年7月時点で既に7年以上が経過していたが、Xは香港で会社を経営しているために頻繁に海外渡航を繰り返しており、刑事訴訟法第255条の規定により「少なくとも香港に滞在していた1年以上は公訴時効が停止していた」と判断された。Xの自宅へ家宅捜索が行われ、株に関する資料を中心に通帳や登記簿等の関係書類とパソコンが押収された。Xは別の投資家2人に計3600万円（1人あたり1800万円）を詐取した詐欺罪容疑で2010年4月に再逮捕された。2010年4月30日に那覇地検はXを嫌疑不十分の不起訴処分として釈放した。
一方で、逮捕事案となった3人（計4800万円分）および別の1人（1800万円分）の計4人（計6600万円）の株購入者がXに株購入代金の返還を求めて民事訴訟を提起し、2010年3月までに那覇地方裁判所は「Xの不法行為（欺罔行為）を否定することはできない。また原告の損害が補填されたものということもできない。」としてXに計6600万円とその利息を4人の株購入者に支払うことを命じる判決を出した。
株の購入者3人は那覇検察審査会に不服申し立てをし、2010年6月11日に那覇検察審査会は「Xは日本国内での未公開株の取引資格がないのに投資を呼びかけ、多額の被害を発生させた」「市民の目線からは巧妙ともいえる詐欺の被疑者を不起訴にするのは理解できない」「（未公開株販売の理由として株購入者に喜んでもらいたかったとするXの供述について）敗訴した民事判決が確定した後でも一切被害弁償をしていないことを考慮すると、Xの弁明は全く信用できない」「（未公開株や株価算定書の知識がないという供述については）投資の専門家を自認するXの言い逃れとしか言いようがない」として起訴相当を議決した。3人の事案の内、1人の事案について公訴時効が2010年6月下旬に迫っていることから、那覇地検が早急に再捜査に乗り出すと報道された。
那覇地検は再捜査を行なったが、2010年6月17日に「起訴するに足るだけの証拠が収集できなかった」として再度不起訴処分とした。那覇検察審査会は2010年7月1日に起訴議決をし、指定弁護士によって2010年7月20日に強制起訴された。指定弁護士の天方徹は1人の事件について公訴時効が成立する可能性が指摘されていることには「証拠上、時効が明らかでない限り、起訴する義務がある。海外渡航歴などを照会し、弁論等を経て、免訴となる可能性もある。」と話した。
天方（指定弁護士）はXが「上場の可能性が低いことを知りながら被害者らに未公開株の販売を持ちかけた」「意思がないのに『譲渡する』と言って被害者をだました」「仕入れ代金が未払いの株を支払い済と説明して被害者らを信頼させた」「仕入れ代金を1株30万円であることを隠して、仕入れから間を置かずに60万円で転売した」等と列挙し、商取引上において膨張行為や仕入れ代金を秘匿すること等が詐欺に当たるとは言えないが、投資のプロと一般の顧客という立場の違いからXの行動は「取引上の信義則」を大きく逸脱しており、刑法上の詐欺に該当すると主張した。一方で弁護側は「本件の未公開株は1株25万円と一定の価値があり、無価値のものを価値があるとだまして金銭を詐取した詐欺罪に該当しない」「Xは未公開株の上場を期待していた」「売買のやり取りは指定弁護士が主張する『取引上の信義則』違反にあたらず、一般的な『だまされた』と刑法上の詐欺罪は別で、指定弁護士側の主張は詐欺罪を構成しない」として無罪を主張した。
天方はXに懲役7年を求刑したが、2012年3月14日に那覇地裁は1件の事案についてはXの海外渡航中の公訴時効の停止期間（約1年3ヵ月）を考慮しても起訴時点で公訴時効が成立しているとして免訴判決とし、残り2件の事案について「当時は注目された企業で、経験がある投資家でも上場に期待する状況だった。Xの供述には矛盾もあり、全面的に信用することはできないが、他の証拠からは供述がただちに虚偽だと判断することは難しい。」「（指定弁護士が詐欺行為だと主張した部分は）刑法上は罪の構成要件には当たらない」として無罪判決をそれぞれ言い渡した。強制起訴事件で判決が出されるのは初めてであった。
天方は控訴したが、2013年6月18日に福岡高等裁判所は「（一審の判決に）不合理な点はない」としてXの無罪判決を維持して控訴を棄却した。天方は上告したものの、2014年3月17日に最高裁判所は上告を棄却し、Xの無罪判決が確定した。